# Murex surinamensis
Murex surinamensis is een slakkensoort uit de familie van de Muricidae. De wetenschappelijke naam van de soort is voor het eerst geldig gepubliceerd in 1982 door Okutani.